# Szczecin Skolwin
Szczecin Skolwin – stacja kolejowa położona przy ul. Stołczyńskiej w południowej części osiedla Skolwin, w pobliżu skrzyżowania z ul. Celulozową i ul. Orną. W pobliżu znajduje się nastawnia „SO”. Ze Skolwina prowadzi bocznica do Papierni Skolwin. Budynek dworca odnowiono w 2008 r. Najbliższe przystanki ZDiTM to „Skolwin Dworzec” i „Celulozowa”.

## Plany na przyszłość
W ramach projektu Szczecińskiej Kolei Metropolitalnej planowane jest przywrócenie stacji do funkcjonowania. Projekt przebudowy stacji obejmuje m.in. wykonanie modernizacji peronów oraz budowę parkingów samochodowych i rowerowych.

## Skolwin
Do lat 30. XX wieku istniała także druga stacja (niem. Scholwin), zlokalizowana przy zbiegu obecnych ulic Nowy Świat i Łomżyńskiej (w 20,0 km). W czasie istnienia obu stacji, ta zlokalizowana przy papierni nosiła (w tłumaczeniu) nazwę Babin, od nazwy pobliskiego osiedla. W latach 30. stacja Scholwin została zlikwidowana, a później nazwy dzielnicy Skolwin i stacji Cavelwisch zostały zmienione na Odermünde. Najbliższy przystanek ZDiTM to „Nowy Świat”.